# Batracharta irrorata
Batracharta irrorata är en fjärilsart som beskrevs av George Francis Hampson 1894. Batracharta irrorata ingår i släktet Batracharta och familjen nattflyn. Inga underarter finns listade i Catalogue of Life.